# Vicente Alonso Teodoro
Vicente Alonso Teodoro fue un bandido mexicano que se autonombró villista para justificar sus actos, aunque no tuvieran ideales comunes. Nació en la comunidad de Zacualpan, Colima.

## Crímenes
Desde antes del inició de la Revolución mexicana, en 1909 robó y asesinó al estadounidense Chas F. Temple, de la Colima Lumber Company, en el camino a Cerro grande, quedándose con un botín de alrededor 1,886 pesos. Desde ese entonces tuvo fama de bandido y fue sentenciado a muerte por las autoridades mexicanas, a pesar de ello evadió la justicia, por lo que el castigo nunca se pudo cumplir. 
Conforme sus crímenes fueron en aumento, las personas contaban leyendas ya acerca de él. La gente no le quería, porque solo llevaba penas a los lugareños, a donde llegaba se robaba a las mujeres y nunca dio dinero al pueblo, característica del villismo. Independientemente de esto, Villa otorgó sin conocer muchos de los actos de Vicente Alonso el despacho de mayor firmado por el mismo, como jefe de la División del Norte, teniendo como segundos, con el grado de capitán, a Donato Enciso y a Lino Araiza, con quienes tomó parte en la ofensiva emprendida por Francisco Villa contra los constitucionalistas de la División de Occidente en 1915. 
Otro aspecto importante, el "indio" Alonso, (como era conocido), se autonombró el grado militar de Teniente y en sus aires de revolucionario le escribió al general Juan José Ríos ofreciéndole entregar sus armas. En aquella carta se aprecia lo siguiente: -"... no soy partidario carrancista ni villista, nada más ando en el partido villista pa' tener bandera alguna."-. Con tal de rendirse, exigió al gobierno del estado de Colima demasiadas condiciones, que finalmente el general Ríos niega, ya que a cambio de la entrega de armas el gobierno colimense sólo ofrecía 50 pesos.

## Muerte
La muerte de Vicente Alonso fue tan popular en Colima, que de él existen varios relatos y leyenda colimenses. A decir verdad, los hechos que se tienen registrados son los siguientes: Una mujer, por él raptada llamada Ramona Murguía, se puso de acuerdo con un asistente suyo para cobrar la recompensa que el gobierno ofrecía, por lo que en la piedra de Juluapan, mientras este dormía, le decapitan. Su cabeza, ya cercenada del cuerpo, fue expuesta al público fuera de Palacio de Gobierno del estado de Colima, siendo gobernador del estado el General Juan José Ríos, en 1917.
- Datos: Q6161000